# Liste der Kulturgüter in Abtwil AG
Die Liste der Kulturgüter in Abtwil AG enthält alle Objekte in der Gemeinde Abtwil im Kanton Aargau, die gemäss der Haager Konvention zum Schutz von Kulturgut bei bewaffneten Konflikten, dem Bundesgesetz vom 20. Juni 2014 über den Schutz der Kulturgüter bei bewaffneten Konflikten sowie der Verordnung vom 29. Oktober 2014 über den Schutz der Kulturgüter bei bewaffneten Konflikten unter Schutz stehen.
Objekte der Kategorie A sind im Gemeindegebiet nicht ausgewiesen, Objekte der Kategorie B sind vollständig in der Liste enthalten, Objekte der Kategorie C fehlen zurzeit (Stand: 1. Januar 2023).

## Kulturgüter
| Foto | | Objekt                                                                                      | Kat. | Typ | Standort                                           | Beschreibung |
| ---- | --------------------------------------------------------------------------------------------------- | ------------------------------------------------------------------------------------------- | ---- | --- | -------------------------------------------------- | --- |
| BW   | Datei hochladen · Wikidata zu Speicher (Q29575103)                                                  | Speicher KGS-Nr.: 14963                                                                     | B    | G   | Sinserstrasse 17a.1 669609 / 225326                | |
| BW   | Datei hochladen · Wikidata zu Stallscheune (Q29575105)                                              | Wohnhaus mit Schopfanbau KGS-Nr.: 14964                                                     | B    | G   | Abzweigung Bollweg 669576 / 225300                 | |
| ja   | Datei hochladen · Wikidata zu Römisch-katholische Kirche mit Pfarrhaus und Pfarrspeicher (Q2083038) | Römisch-katholische Pfarrkirche St. Germanus mit Pfarrhaus und Pfarrspeicher KGS-Nr.: 14974 | B    | G   | Sinserstrasse 1.2 / Auwerstrasse 2 669467 / 225278 | Barocke römisch-katholische Pfarrkirche St. Germanus, erbaut 1740–1742 von Arbogast und Hans Caspar Rey. Dreijochiges Kirchenschiff mit eigenzogenem Chor. Ausstattung aus dem 19. Jahrhundert überwiegend im klassizistischen Stil, Decken- und Altarbilder von Joseph Balmer. Nebenan steht das Pfarrhaus, 1748 erbaut von Arbogast und Hans Caspar Rey im Auftrag des Klosters Einsiedeln. Dieser spätbarocke Holzständerbau über Erdgeschoss aus Bruchsteinmauerwerk besitzt Klebedächer zwischen den Geschossen und unter den Giebeln sowie ein steiles Satteldach mit Krüppelwalm. Ebenfalls zum Ensemble gehört der um 1740 errichtete Pfarrspeicher, ein zwischenzeitlich als Leichenhalle genutzter Spätbarocker Ökonomiebau mit verputztem Bruchsteinmauerwerk und Walmdach. |